# Estadio Jean Pădureanu
El Stadionul Jean Pădureanu (conocido anteriormente como Stadionul Gloria) es un estadio multiusos de la ciudad de Bistriţa, Rumania. El estadio tiene una capacidad para 7800 espectadores y sirve, principalmente, para la práctica del fútbol. En el estadio disputaba sus partidos como local el Gloria Bistriţa de 1963 hasta su desaparición en 2015 y desde 2018 es la sede del Gloria Bistrița-Năsăud.
El 18 de diciembre de 2008 el Gloria Bistriţa inauguró las nuevas obras acometidas en el estadio para adecuarse a la normativa de la Federación Rumana de Fútbol y a la Liga I. La remodelación incluyó una renovación total de la tribuna principal, sistema de emisión de billetes electrónicos y mejora de los accesos al estadio, videomarcador, iluminación artificial, sistema de calefacción y drenaje para el terreno de juego y la mejora de vestuarios, aseos y zonas para los medios de comunicación. En enero de 2013 el estadio fue renombrado en honor al presidente de honor del club, Jean Pădureanu.